# NGC 5931
NGC 5931 је лентикуларна галаксија у сазвежђу Змија која се налази на NGC листи објеката дубоког неба.
Деклинација објекта је + 7° 34' 23" а ректасцензија 15h 29m 29,6s. Привидна величина (магнитуда) објекта NGC 5931 износи 14,0 а фотографска магнитуда 15,0. NGC 5931 је још познат и под ознакама MCG 1-39-23, CGCG 49-180, PGC 55233.